# Johnsen-Rahbek effekten
Johnsen-Rahbek effekten opstår når et elektrisk potential er tilsat på grænsen mellem en metallisk overflade og en halvleders overflade. Under disse forhold opstår en tiltrækkende styrke, hvis styrke afhænger af spændingen og hvilke materialer der er brugt.
Effekten er opkaldt efter de danske ingeniører, F. A. Johnsen og K. Rahbek, som var de første der undersøgte denne effekt grundigt.